# Nostrand Avenue (linea IND Fulton Street)
Nostrand Avenue è una stazione della metropolitana di New York situata sulla linea IND Fulton Street. Nel 2019 è stata utilizzata da 5 608 232 passeggeri. È servita dalla linea A sempre e dalla linea C sempre tranne di notte.

## Storia
La stazione fu aperta il 9 aprile 1936.

## Strutture e impianti
La stazione è sotterranea e il suo piano binari si sviluppa su due livelli: quello superiore è dotato di due banchine laterali e due binari ed è usato dai treni espressi della linea A, quello inferiore ha due banchine laterali e quattro binari ed è usato dai treni locali delle linee C ed A. È posta al di sotto di Fulton Street e ha un mezzanino (riaperto nel 2021 dopo essere stato chiuso per 30 anni) con due scale che conducono all'incrocio con Bedford Avenue; ognuna delle due banchine espresse ospita inoltre un gruppo di tornelli con due scale che portano all'incrocio con Nostrand Avenue.

## Interscambi
La stazione è servita da alcune autolinee gestite da NYCT Bus e costituisce interscambio con l'omonima stazione ferroviaria della Long Island Rail Road.
- Stazione ferroviaria (Nostrand Avenue, LIRR)
- Fermata autobus